# Lane Johnson
(en) Statistiques sur pro-football-reference
Lane Johnson, né le 8 mai 1990 à Groveton, est un joueur américain de football américain. Il joue actuellement avec les Eagles de Philadelphie au poste d'offensive tackle.

## Enfance
À la Groveton High School, Johnson joue au poste de quarterback et reçoit une mention honorable pour ses performances à ce poste. En parallèle, il finit quatrième au concours du lancer du poids lors des championnats du Texas d'athlétisme 2008.

## Carrière

### Université
En 2008, il entre au Kilgore College et intègre l'équipe de football américain des Rangers. Comme quarterback, il réussit lors de la saison 2008, trente-et-une passes sur soixante-deux pour 510 yards et trois passes pour touchdown. Après la saison 2008, il s'entraîne au poste de tight end. Peu de temps après, il est transféré à l'université de l'Oklahoma avec l'objectif de jouer avec les Sooners.
Après une saison 2009 sans aucun match (redshirt), il commence la saison 2010 comme tight end avant de changer de poste en cours de saison, pour adopter celui de defensive end. En 2011, il est déplacé une nouvelle fois, mais cette fois-ci au poste d'offensive tackle et joue douze matchs sur treize comme titulaire lors de cette année. Il reste titulaire lors de la saison 2012 où il est nommé dans la troisième équipe All-American de CBSSports.com. Il sort diplômé en relations humaines.

### Professionnel
Lane Johnson est sélectionné au premier tour de la draft de la NFL de 2013 par les Eagles de Philadelphie au quatrième choix.
Lors de sa saison recrue, il devient l'offensive tackle droit partant des Eagles. Il évolue au côté du garde vétéran Todd Herremans. Il débute les 16 parties des Eagles. Avec un bilan de 10 victoires et 6 défaites, les Eagles remporte la NFC East pour la première fois depuis 2010. Ils perdent toutefois lors de la wild card par le score 26-24 contre les Saints de la Nouvelle-Orléans.
En 2014, il est suspendu lors des 4 premières parties de la saison en raison d'utilisation de substance pour faire monter ses performances. Par la suite, il débute les 12 parties suivantes.

## Palmarès
- Mention honorable All-State (Texas) 2007 (niveau lycée)
- Équipe académique de la conférence Big 12 2011 et 2012
- Seconde équipe de la conférence Big 12 selon les entraîneurs de la conférence
- Troisième équipe All-American 2012 selon CBSSports.com